# Portlakväxter
Portlakväxter (Portulacaceae) är en familj växter av ordningen Caryophyllales. 